# Mao Yanling
Liya Ji (China, 24 de febrero de 1980) es una gimnasta artística china, subcampeona mundial en 1995 en el concurso por equipos.

## Trayectoria
En 1995, en el Mundial celebrado en Sabae (Japón) gana la plata en el concurso por equipos, tras Rumania (oro) y delante de Estados Unidos (bronce), siendo sus compañeras de equipo: Mo Huilan, Liya Ji, Meng Fei, Qiao Ya, Liu Xuan y Ye Linlin.